# Jubba Airways (Kenia)
Jubba Airways ist eine kenianische Fluggesellschaft mit Sitz in Nairobi und Basis auf dem dortigen Flughafen Jomo Kenyatta International. Sie wurde im Jahr 2008 von den Eigentümern der gleichnamigen, zu dieser Zeit in den Vereinigten Arabischen Emiraten ansässigen, nach ihrem Selbstverständnis aber somalischen Jubba Airways gegründet.

## Geschichte
Das erste unter dem Namen Jubba Airways gegründete Unternehmen hatte schon im Mai 1998 eine Flugverbindung vom Flughafen Schardscha nach Mogadischu eingerichtet. Die Gesellschaft verfügte jedoch über kein Air Operator Certificate (AOC), so dass sie nacheinander verschiedene kirgisische Fluggesellschaften mit der Durchführung des Flugbetriebs beauftragte. Neben der internationalen Verbindung nach Mogadischu bot Jubba Airways ab den frühen 2000er-Jahren zunehmend Flugdienste innerhalb Somalias mit gemieteten Maschinen an.
Mit dem Ziel ein eigenes AOC zu erhalten, gründeten die Inhaber im Jahr 2008 noch eine weitere Fluggesellschaft unter gleichem Namen, aber mit Sitz in Nairobi, Kenia. Die kenianische Luftfahrtbehörde erteilte Anfang 2009 zunächst nur eine Erlaubnis zur Durchführung internationaler Charterflüge. Daher unterhielt die kenianische Gesellschaft bis ins Jahr 2011 mit etwa 40 Mitarbeitern und zwei geleasten Boeing 737-200 ein vom Flugbetrieb der Hauptgesellschaft weitgehend unabhängiges Chartergeschäft für Passagiere und Fracht.
Mit Wirkung vom 14. Januar 2011 erhielt das kenianische Unternehmen schließlich auch die Erlaubnis für internationale Linienflüge von Nairobi nach Dschibuti, Dschidda, Dubai und Entebbe. Die zunächst nur auf ein Jahr befristeten Linienrechte wurden im Anschluss verlängert. Das ältere Unternehmen in Dubai begann daraufhin, seinen Linienflugbetrieb nach und nach an die kenianische Gesellschaft zu übertragen. Am 26. Juni 2014 wurde die Genehmigung auf Flüge innerhalb Kenias und zusätzliche internationale Verbindungen wie von Nairobi nach Daressalam, Juba und Tel Aviv erweitert. 
Im Februar 2015 gründeten die Eigentümer von Jubba Airways und der Daallo Airlines aus Dschibuti gemeinsam eine Holding namens African Airways Alliance, in die sie ihre Fluggesellschaften einbrachten. Die alten Markennamen werden für den Flugbetrieb weiterverwendet. Aus politischen Gründen wurden Jubba Airways und eine weitere Gesellschaft von Somalia angewiesen, ihre Flüge auf der Route von Mogadishu nach Hargeisa ab 22. Februar 2016 einzustellen.

## Flotte
Mit Stand September 2022 besteht die Flotte der Jubba Airways aus einem Flugzeug mit einem Alter von 34,5 Jahren.
| Flugzeugtyp | Anzahl | bestellt | Anmerkungen |
| ----------- | ------ | -------- | ----------- |
| Fokker 50   | 1      |          |             |
| Gesamt      | 1      | –        |             |

### Ehemalige Flotte
- 1 Boeing 737-200
- 1 Airbus A321-100

## Trivia
- Jubba Airways wurde nach dem Fluss Juba bzw. der gleichnamigen fruchtbaren Region im Süden Somalias benannt.